# Wilson Miranda Lima
Wilson Miranda Lima (Santarém, Pará, 26 de junio de 1976), conocido como Wilson Lima, es un periodista y político brasileño con base electoral en el estado de Amazonas y afiliado al PSC, siendo elegido gobernador de este estado en 2018. Solicitó por primera vez el cargo de gobernador de Amazonas, alcanzando el 33,73% de los votos válidos, aproximadamente 596 585 votos en la primera ronda, primero en el ranking, seguido por el actual gobernador del estado Amazonino Mendes, del Partido Demócrata Laborista de Brasil, que quedó en segundo lugar con 579 016 (32.74% de validez), ambos fueron a la segunda ronda y eligió con 58.53% (1 033 439) en las elecciones generales de Brasil de 2018, su oponente fue 41.48% (732 603).